# Kellie Wapshott
Kellie Wapshott, född 23 mars 1981, är en friidrottare från Australien. Hon deltog vid olympiska sommarspelen 2008.